# Popis glavnih gradova saveznih država SAD-a
| Savezna država    | Poštanska skraćenica | Glavni grad    |
| ----------------- | -------------------- | -------------- |
| Alabama           | AL                   | Montgomery     |
| Aljaska           | AK                   | Juneau         |
| Arizona           | AZ                   | Phoenix        |
| Arkansas          | AR                   | Little Rock    |
| Colorado          | CO                   | Denver         |
| Connecticut       | CT                   | Hartford       |
| Delaware          | DE                   | Dover          |
| Florida           | FL                   | Tallahassee    |
| Georgia           | GA                   | Atlanta        |
| Havaji            | HI                   | Honolulu       |
| Idaho             | ID                   | Boise          |
| Illinois          | IL                   | Springfield    |
| Indiana           | IN                   | Indianapolis   |
| Iowa              | IA                   | Des Moines     |
| Južna Dakota      | SD                   | Pierre         |
| Južna Karolina    | SC                   | Columbia       |
| Kalifornija       | CA                   | Sacramento     |
| Kansas            | KS                   | Topeka         |
| Kentucky          | KY                   | Frankfort      |
| Louisiana         | LA                   | Baton Rouge    |
| Maine             | ME                   | Augusta        |
| Maryland          | MD                   | Annapolis      |
| Massachusetts     | MA                   | Boston         |
| Michigan          | MI                   | Lansing        |
| Minnesota         | MN                   | Saint Paul     |
| Mississippi       | MS                   | Jackson        |
| Missouri          | MO                   | Jefferson City |
| Montana           | MT                   | Helena         |
| Nebraska          | NE                   | Lincoln        |
| Nevada            | NV                   | Carson City    |
| New Hampshire     | NH                   | Concord        |
| Novi Meksiko      | NM                   | Santa Fe       |
| New Jersey        | NJ                   | Trenton        |
| New York          | NY                   | Albany         |
| Ohio              | OH                   | Columbus       |
| Oklahoma          | OK                   | Oklahoma City  |
| Oregon            | OR                   | Salem          |
| Pennsylvania      | PA                   | Harrisburg     |
| Rhode Island      | RI                   | Providence     |
| Sjeverna Dakota   | ND                   | Bismarck       |
| Sjeverna Karolina | NC                   | Raleigh        |
| Tennessee         | TN                   | Nashville      |
| Texas             | TX                   | Austin         |
| Utah              | UT                   | Salt Lake City |
| Vermont           | VT                   | Montpelier     |
| Virginia          | VA                   | Richmond       |
| Washington        | WA                   | Olympia        |
| Wisconsin         | WI                   | Madison        |
| Wyoming           | WY                   | Cheyenne       |
| Zapadna Virginia  | WV                   | Charleston     |